# Андреевка (Кадыйский район)
Андреевка — деревня в Кадыйском районе Костромской области. Входит в состав Столпинского сельского поселения.

## География
Находится в юго-восточной части Костромской области на расстоянии приблизительно 34 км на юг-юго-запад по прямой от районного центра поселка Кадый на левом берегу реки Желвата.

## История
Известна была с 1872 года как деревня с 9 дворами, в 1907 году отмечено здесь было 33 двора.

## Население
Постоянное население составляло 94 человека (1872 год), 136 (1897), 201 (1907), 18 в 2002 году (русские 100 %), 1 в 2022.